# Chet Carlisle
Chester Gray « Chet » Carlisle est un joueur américain de basket-ball, né le 2 novembre 1916 à Los Angeles, et mort le 3 août 1988 à San Anselmo, en Californie. Après avoir évolué, dans le championnat universitaire, sous les couleurs des Golden Bears de la Californie, il intègre la nouvelle Basketball Association of America (BAA), devenue par la suite la National Basketball Association (NBA), où il joue pour les Stags de Chicago.